# اریک ییرکا
اریک ییرکا (انگلیسی: Erik Jirka؛ زادهٔ ۱۹ سپتامبر ۱۹۹۷) بازیکن فوتبال اهل اسلواکی است.
از باشگاه‌هایی که در آن بازی کرده‌است می‌توان به باشگاه فوتبال گورنیک زابژه، باشگاه فوتبال ویکتوریا پلزن، باشگاه فوتبال اسپارتاک ترناوا، باشگاه فوتبال ستاره سرخ بلگراد، باشگاه فوتبال رئال اویدو، باشگاه فوتبال رادنیشکی نیش و باشگاه فوتبال میراندس اشاره کرد.
وی همچنین در تیم‌های ملی فوتبال زیر ۲۱ سال اسلواکی و اسلواکی بازی کرده‌است.